# Kriwnja (obwód Ruse)
Kriwnja (bułg. Кривня) – wieś w północnej Bułgarii, w obwodzie Ruse, w gminie Wetowo.
Przez miejscowość przepływa Biały Łom.

## Zabytki
Do rejestru zabytków w Kriwni zalicza się:
- fortecę "Sin Grad" - Niebieskie Miasto
- monaster skalny
- jaskinia "Kulina Dupka"
- jaskinia "Mustafa Czelebi Kanara"
- rezerwat "Beli Łom"

## Galeria

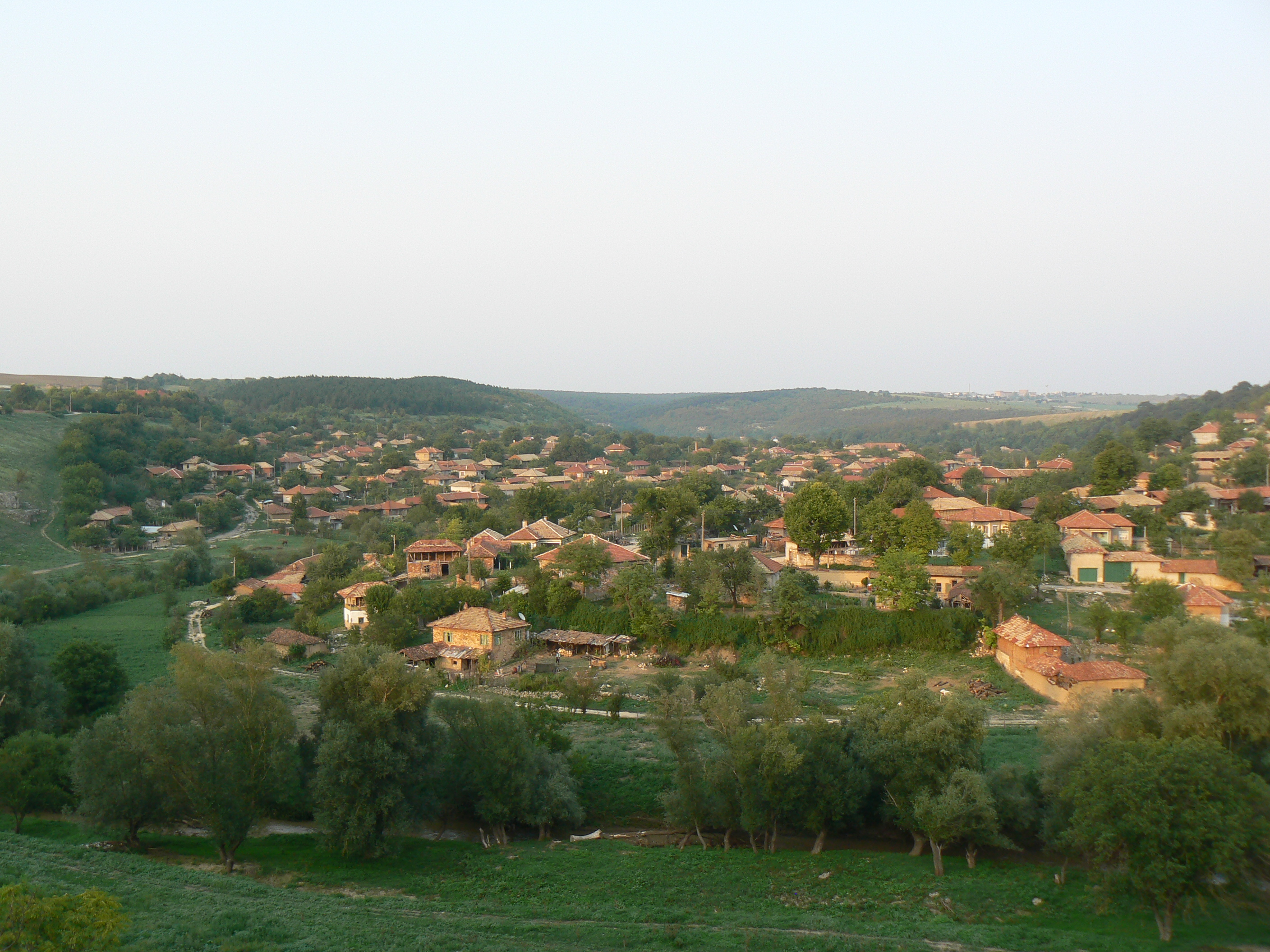
Zabudowa Kriwni
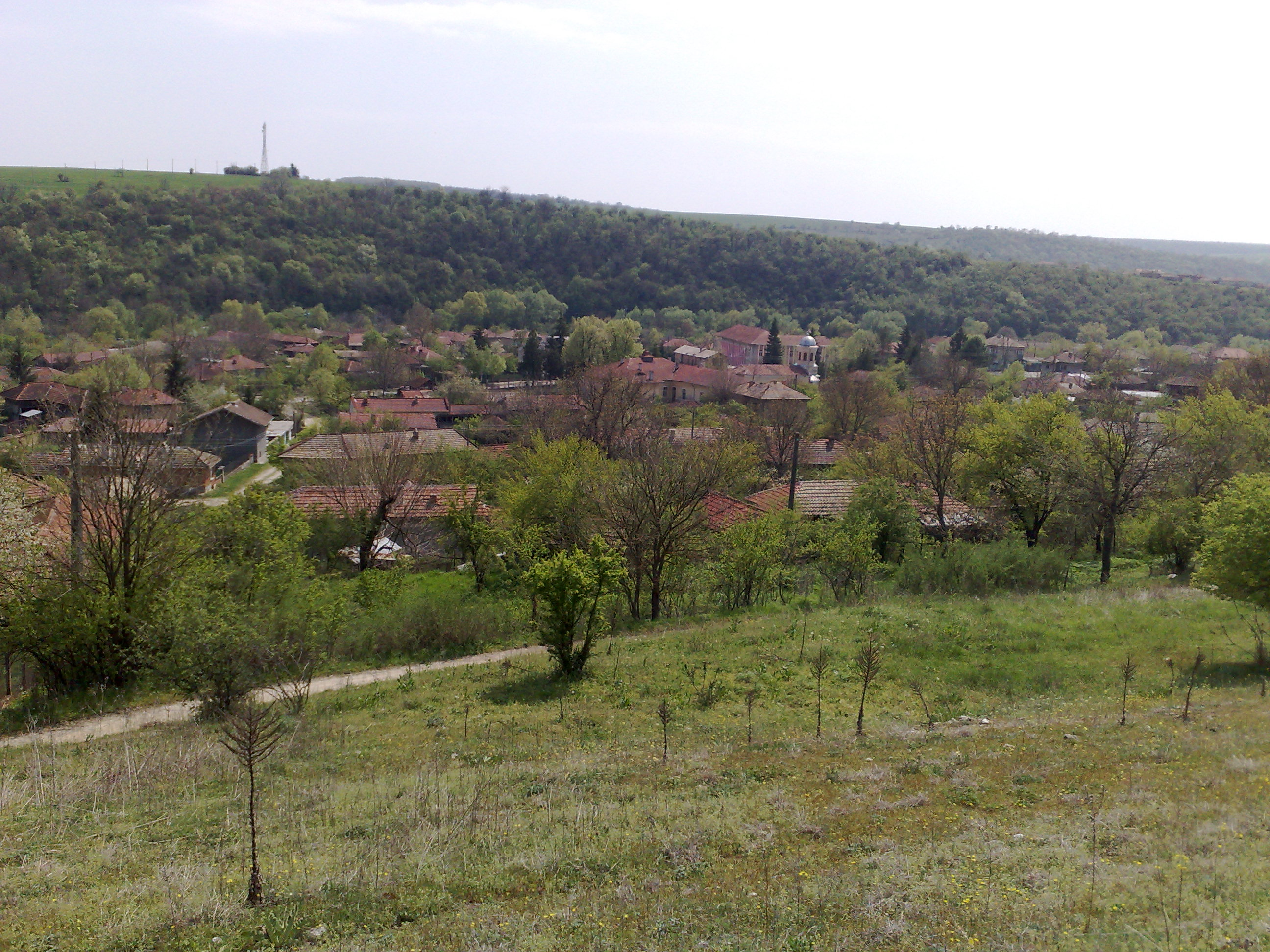
Okoliczne sady